# John Frere

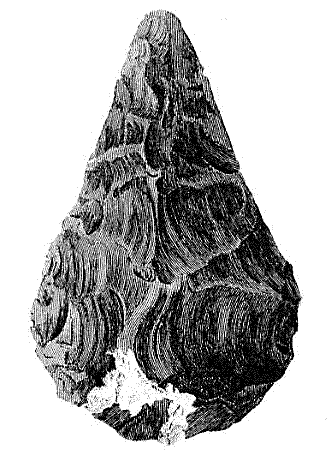
Un hacha de mano grabado a partir de los descubrimientos de Frere

John Frere (1740–1807) fue un anticuario inglés y pionero descubridor de herramientas de la Edad Antigua de la Piedra o Paleolítico junto con grandes animales extintos en Hoxne, Suffolk en 1797. 
Frere nació en Roydon Hall, Norfolk. En 1766, Frere obtuvo su licenciatura en Filosofía y Letras de la Escuela Gonville y Caius y posteriormente ocupó varios cargos políticos. 
Su interés en el pasado, instigado por observar herramientas trabajadas en piedra en una mina de arcilla, le llevó a convertirse en un miembro de la Society of Antiquities y la Royal Society y llevar a cabo excavaciones en Diss, cerca de su hogar. 